# Ilyushin Il-78

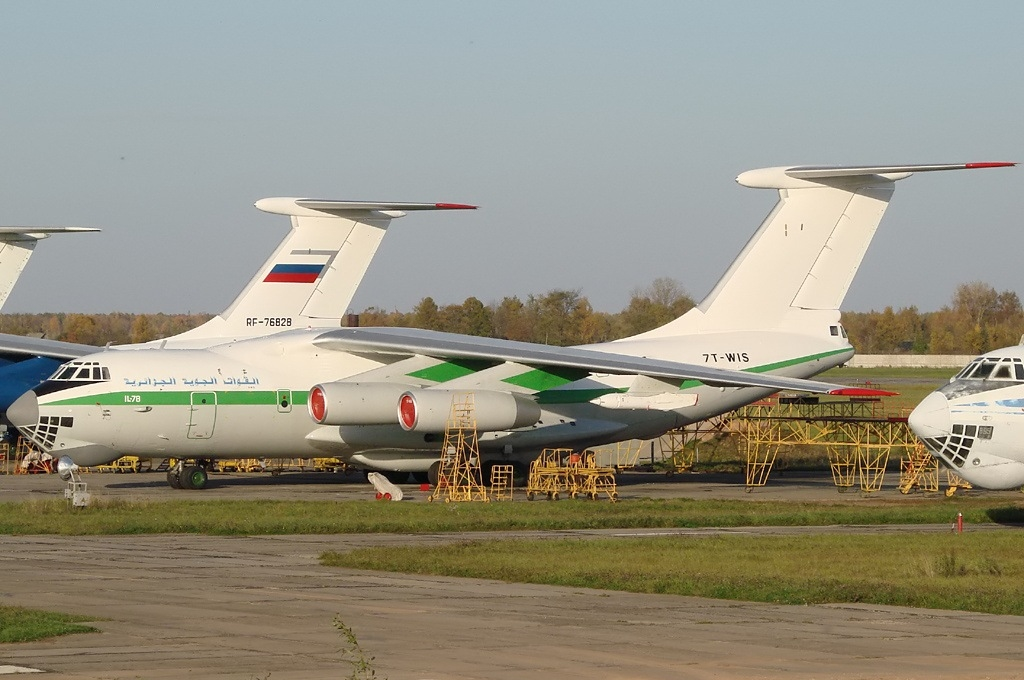
Il-78 thuộc Jamahiriya Air Transport (2005).

Ilyushin Il-78 (Tên mã NATO Midas) là một loại máy bay chở dầu tiếp nhiên liệu trên không 4 động cơ, được phát triển dựa trên loại Il-76.

## Biến thể
Il-78
Il-78T
Il-78M
Il-78ME
Il-78MKI
Il-78MP

## Quốc gia sử dụng
Algérie
- Không quân Algeria

 Ấn Độ
- Không quân Ấn Độ

 Pakistan
- Không quân Pakistan

 Nga
- Không quân Nga

 Ukraina
- Không quân Ukraina

 Hoa Kỳ

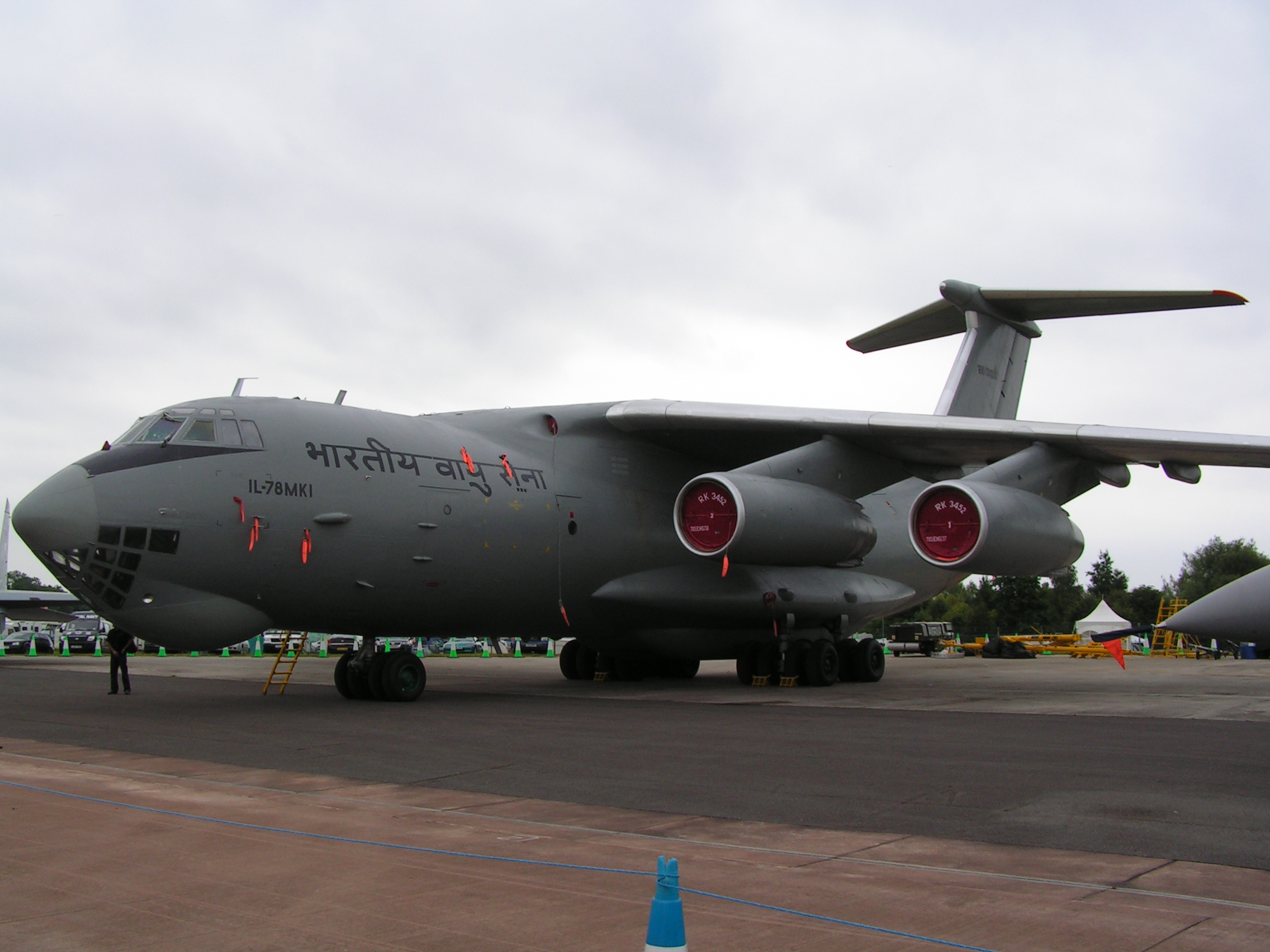
Il-78MKI thuộc Không quân Ấn Độ

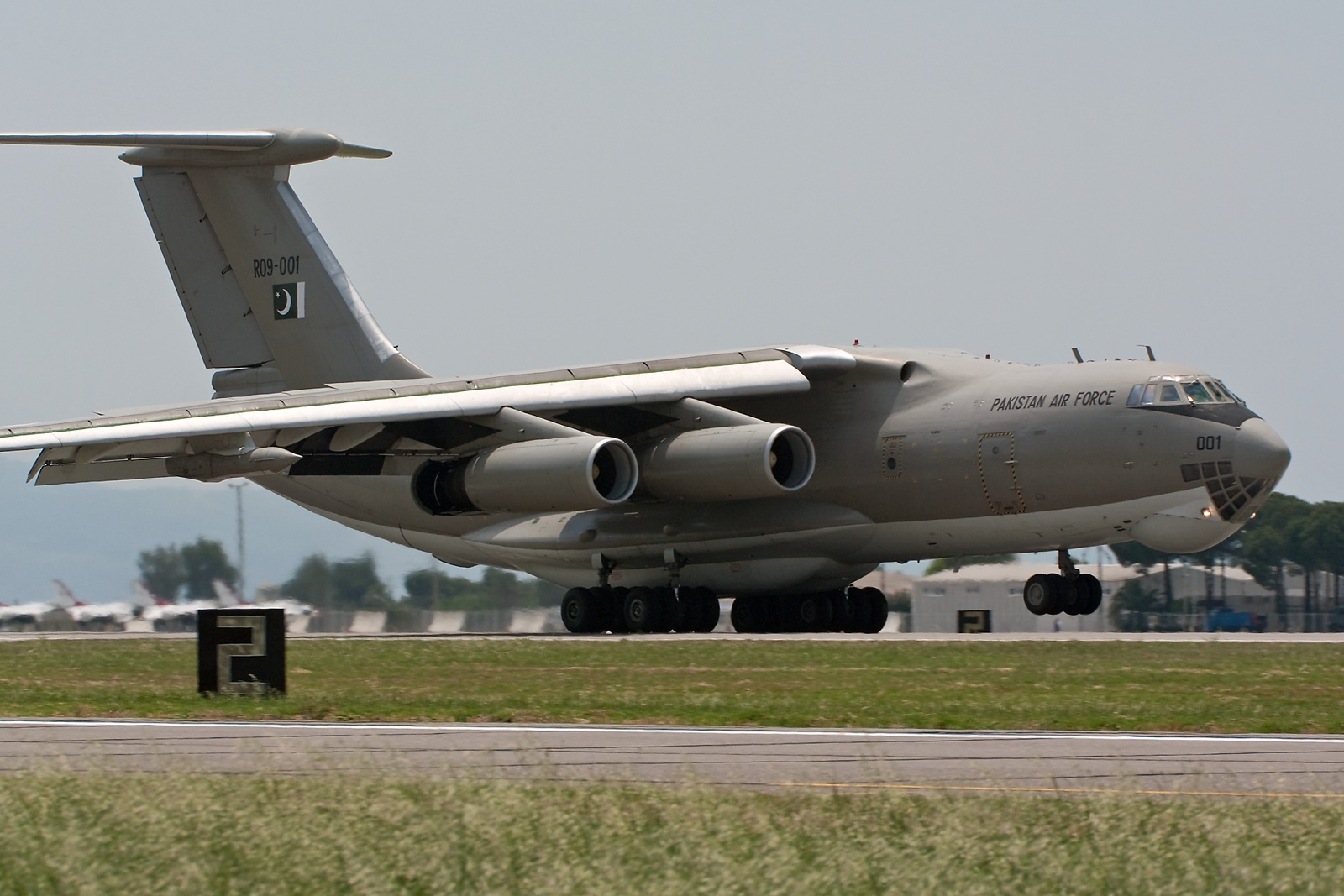
PAF Il-78.

- North American Tactical Aviation, Inc.
- Tactical Air Defense Services, Inc.
- Air Support Systems LLC.

### Quốc gia tiềm năng
- Venezuela[2]
- Trung Quốc

## Tính năng kỹ chiến thuật (Il-78M)
Dữ liệu lấy từ IL-78MKI Midas at Indian Military Database
Đặc tính tổng quan
- Kíp lái: 6
- Sức chứa: 85,720 kg (189 lb) tải trọng (nhiên liệu)
- Chiều dài: 46,59 m (152 ft 10 in)
- Sải cánh: 50,5 m (165 ft 8 in)
- Chiều cao: 14,76 m (48 ft 5 in)
- Diện tích cánh: 300 m2 (3.200 foot vuông)
- Trọng lượng rỗng: 72.000 kg (158.733 lb)
- Trọng lượng cất cánh tối đa: 210.000 kg (462.971 lb)
- Thiết bị đặc chủng: 3 x UPAZ-1M 'Sakhalin', (oonifitseerovannyy podvesnoy agregaht zaprahvki — đơn vị tiếp nhiên liệu tiêu chuẩn), khối tiếp nhiên liệu
- Tốc độ chuyển nhiên liệu: Lên tới 1361 kg/phút (3000 lbs/phút)
- Động cơ: 4 × Aviadvigatel D-30 KP kiểu turbofan, 118 kN (27.000 lbf) thrust  mỗi chiếc

Hiệu suất bay
- Vận tốc cực đại: 850 km/h (528 mph; 459 kn)
- Tầm bay: 7.300 km (4.536 mi; 3.942 nmi)
- Trần bay: 12.000 m (39.370 ft)
- Lực đẩy/trọng lượng: 0,23